# كازا طرامواي
كازا طرامواي وسيلة للنقل الحضري العمومي تجمع بين عناصر الطرامواي والقطار الخفيف في خدمة مدينة الدار البيضاء، عاصمة المغرب الاقتصادية، والمنطقة الحضرية. دشنها الملك محمد السادس في 12 ديسمبر 2012، وبدأ استخدامه في 13 ديسمبر 2012. السكة تتكون حاليا من 4 خطوط وهما: الخط الأول (ط 1) الرابط بين ليساسفة و سيدي مؤمن، و الخط الثاني (ط 2) الرابط بين سيدي البرنوصي وعين الذئاب، و الخط الثالث  (ط 3) الرابط بين ميناء الدار البيضاء و حي الوحدة، و الخط الرابع (ط 4) الرابط بين حديقة جامعة الدول العربية وحي التشارك. تديرها الهيئة المستقلة للنقل في باريس للتنمية - الدار البيضاء (RATP Dev Casablanca) التابعة لشركة الهيئة المستقلة للنقل في باريس الفرنسية تحت إشراف شركة الدار البيضاء للنقل.

## الخط الأول

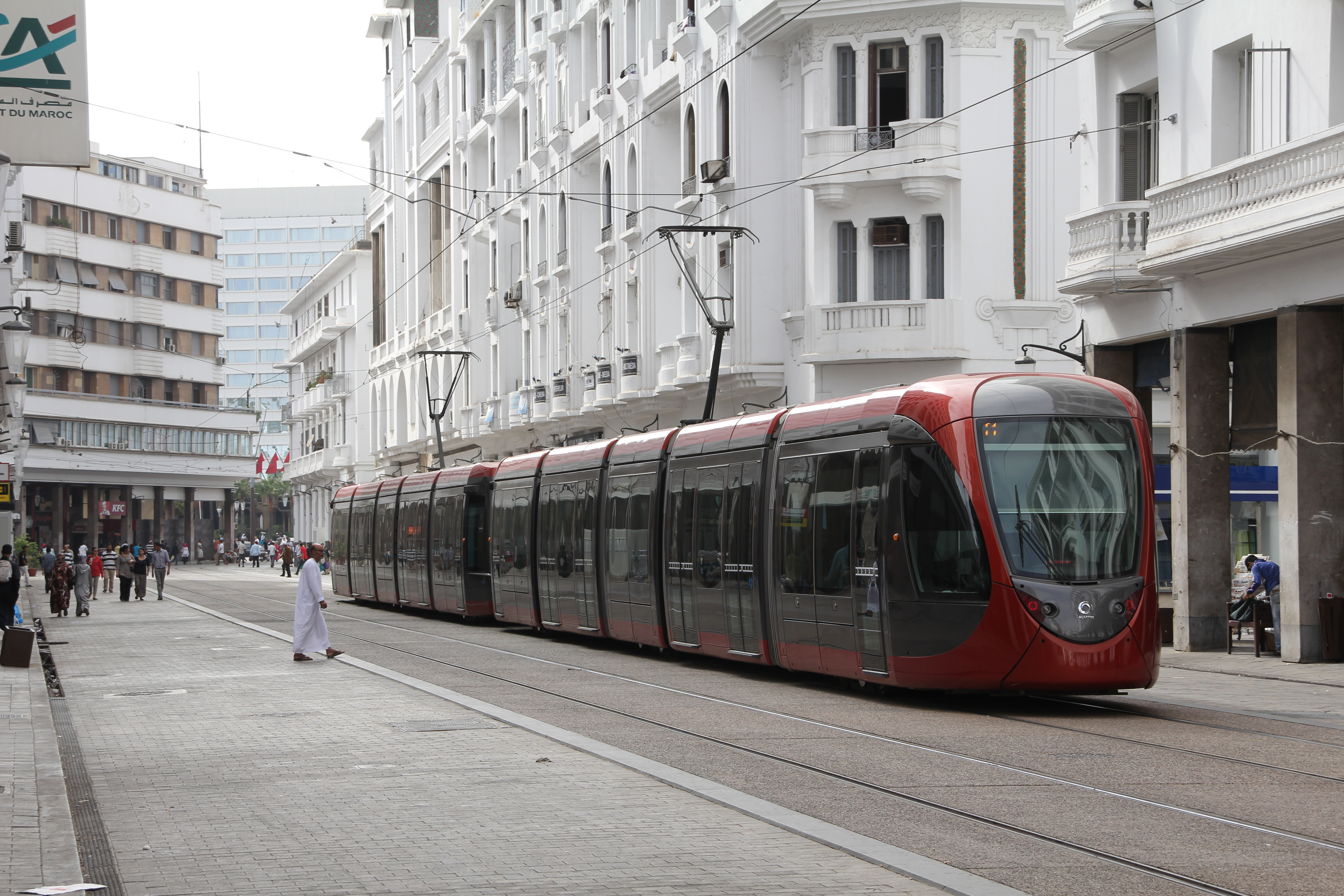
طرامواي الدار البيضاء

كان طرامواي الدار البيضاء في البداية يتكون من خط متفرق ثلاثي الأطراف يربط بين حي سيدي مؤمن في طرف وحي عين الذئاب وحي الكليات في الطرفين الآخرين، وذلك حتى 24 يناير 2019 عندما افتتح الخط الثاني، وصار القسم المؤدي إلى عين الذئاب بعد مفترق الخط جزءا من الخط الثاني والخط الأول يربط بين سيدي مؤمن وليساسفة.
يؤمن الخط الأول لطرامواي الدار البيضاء٬ الذي يعبر طول العاصمة الاقتصادية للمملكة من سيدي مؤمن شرقا إلى محطة ليساسفة (الكليات سابقا) غربها٬ الربط بين الأحياء الرئيسية بالمدينة٬ ويضم 48 محطة توقف لنقل الركاب٬ وينقل 600 راكب بعدد إجمالي يقدر بـ 250 ألف راكب يوميا.

## الخط الثاني
مشروع الخط الثاني لطرامواي الدار البيضاء قيد الدراسة، خصص له مجلس جهة الدارالبيضاء حوالي 3 مليارت سنتيم لدراسة كل جوانب المشروع، الذي سيكلف 800 مليار سنتيم، بحوالي 50 مليار سنتيم للكيلومتر الواحد. وسينجز بناء مشروع الخط الثاني على تمويلات مختلفة، تتوزع بين تمويلات خارجية، مثل فرنسا وتركيا وربما اليابان، وتمويلات محلية جهوية، تتعلق بمجلس الجهة ومجلس العمالة ومجلس المدينة، ثم تمويلات حكومية، تتعلق بوزارتي الداخلية والمالية، والمديرية العامة للجماعات المحلية، والصناديق الوطنية، وغيرها. والاستثمار الخارجي سيحظى بالنسبة الأكبر في كلفة المشروع. والخط الثاني سيهم 13 كيلومترا، ينطلق من منطقة مولاي رشيد، وينتهي سيره قرب مسجد الحسن الثاني، وسينقل يوميا حوالي 500 ألف مواطن، وسيشغل حوالي 600 من اليد العاملة.

## الخط الثالث
يربط الخط الثالث شمال الدار البيضاء على مستوى حي الوحدة بعمالة سيدي عثمان و جنوبه على مستوى محطة القطار الدار البيضاء الميناء على مسافة 12 كلم، يمر الخط عبر درب عمر، القصر الملكي بالدار البيضاء، الحبوس (الدار البيضاء)، الفداء، اسباتة، سيدي عثمان.
افتتح الخط يوم 23 شتنبر 2024.

## الخط الرابع
يربط الخط الرابع شمال الدار البيضاء على مستوى التشارك و وسطه على مستوى حديقة جامعة الدول العربية على مسافة 12 كلم و يمر عبر سيدي بليوط، درب عمر، لاجيروند، المحطة الطرقية أولاد زيان، سيدي عثمان، حي مولاي رشيد.
افتتح الخط يوم 23 شتنبر 2024.

## مركز الصيانة
تم توسيع المركز الذي يتولى مهمة استغلال وصيانة القاطرات (37 قاطرة)٬ ليصبح قادرا على استيعاب 49 قاطرة وذلك في أفق إنجاز خطوط جديدة والزيادة في عدد القاطرات مستقبلا.

## محطات المواصلة
- T1  و  BW1  على مستوى حي الليمون.

- T1  و  T2  على مستوى درب غلف.
- T1  و  T4  على مستوى حديقة جامعة الدول العربية.
- T1  و  T3  على مستوى شارع محمد الخامس.
- T1  و  T2  على مستوى الحي المحمدي.
- T1  و  T4  على مستوى التشارك.
- T2  و  BW2  على مستوى القطب الشمالي.
- T2  و  T3  على مستوى درب سلطان.
- T2  و  T4  على مستوى محطة اولاد زيان.
- T3  و  T4  على مستوى درب عمر.
- T3  و  BW1  على مستوى اسباتة
- T3  و  T4  على مستوى سيدي عثمان.

## التكلفة والتشغيل
وصلت الكلفة الإجمالية لمشروع طرامواي الدار البيضاء٬ الذي يعتبر رافعة للتنمية الاقتصادية والاجتماعية٬ إلى 5 آلاف و 900 مليون درهم (745 مليون دولار). ساهمت الحكومة المغربية بمبلغ ألف و 200 مليون درهم (تقريبا 135 مليون دولار)، وجمع من الميزانية البلدية والقروض لتغطية الرصيد المتبقي.
واقترض 307 مليون دولار من فرنسا لشراء العربات الـ 74 من طراز Citadis 302 من شركة ألستوم.
تم إسناد تشغيل خط طرامواي مدينة الدار البيضاء للشركة الفرنسية «راتب ديف».

## التذكرة
ابتداءا من يناير 2017 تم رفع ثمن التذكرة من 7 دراهم ليصبح 8 دراهم، في حين بقي ثمن التذكرة الخاص بالبطاقات القابلة للشحن هو 6 دراهم، وذلك لتحفيز مستعملي الطرامواي على استعمال البطاقات الالكترونية والتقليل من استعمال الورق والمحافظة على البيئة .

## حوادث
عرف طرامواي الدار البيضاء عدة حوادث. في أول 13 شهر من بدأ التشغيل . وقع ما يقارب من 180 حادث كما يلي:
- في 1 أبريل 2013 ، اصطدمت شاحنة بعربة الترام بسرعة شديدة . أصيب كل من سائق الشاحنة وسائقي الترام بجروح. أفاد شاهد عيان أن الحادث كان قويا لدرجة أن جزءًا من الترام خرج عن مساره.[4][5]
- في 2 أغسطس 2013 ، سُحق رجل حتى الموت.[6]
- في 4 أغسطس 2013 ، صدم الترام رجل يقود دراجة بخارية مما أدى إلى وفاته.[6]
- في 14 يناير 2014 ، توفي رجل بعد أن صدمه الترام.[7]
- في 24 أبريل 2014 ، أصيبت امرأة تبلغ من العمر 26 عامًا بجروح بليغة أدت إلى وفاتها نتيجه صدم الترام لها.[5][8]

## خطة امتداد

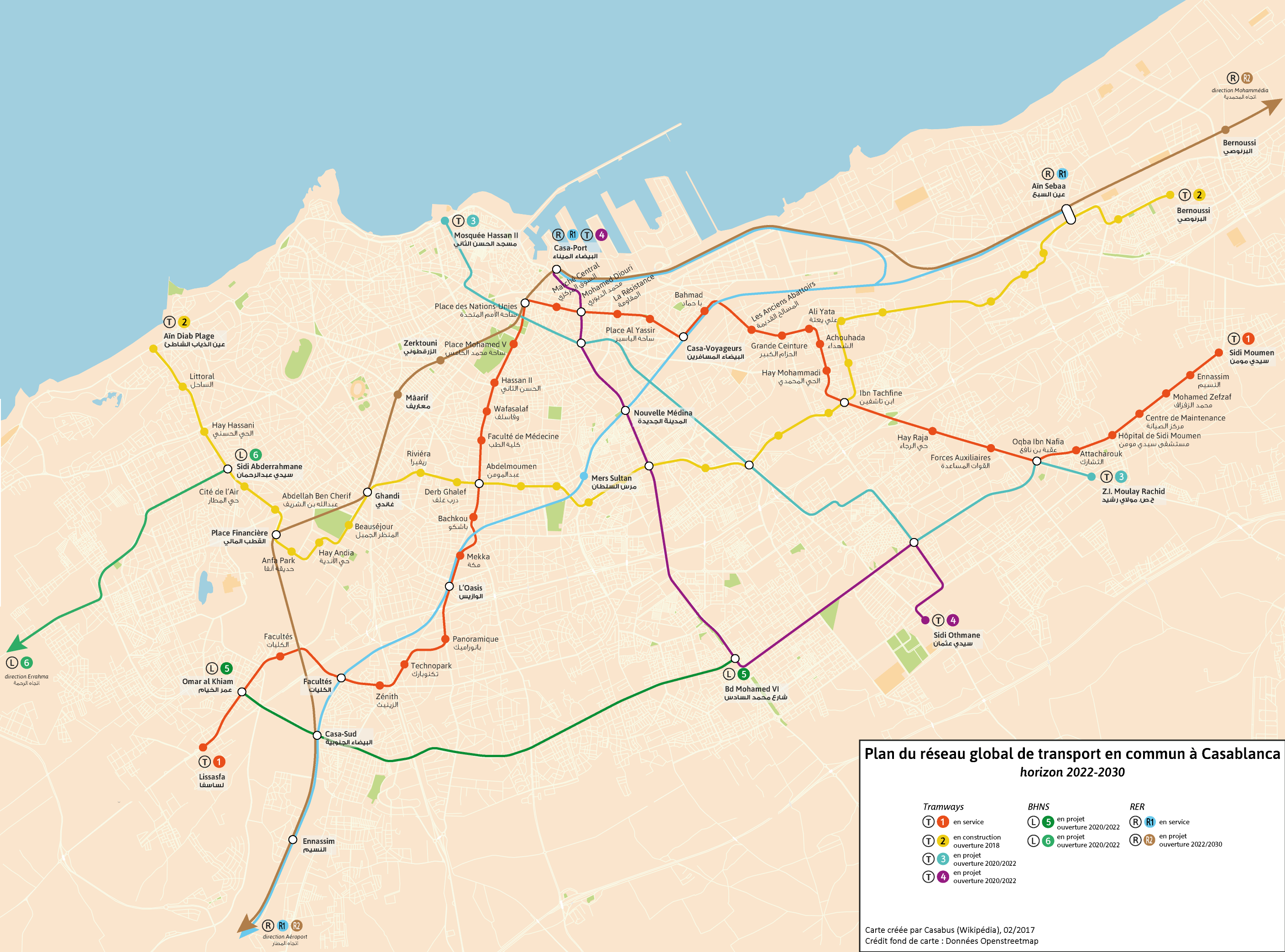
خطة شبكة طرامواي الدار البيضاء بإدماج الشبكة الجهوية السريعة المرتقبة 2022-2030 (تقديم 2017).

الخطة التوجيهية للتنمية الحضرية والخطة للتنقل الحضري لمدينة الدار البيضاء الكبرى تعتزمان شبكة تتكون من 4 خطوط قطار خفيفة (طرامواي)، وخطان منها عرضيان (ط1، ط2) والخطان الآخران منها دائريان (ط3، ط4). وستشكل هذه الخطوط بالإضافة إلى خطي حافلة سريعة التردد وخطوط سكة حديدية إقليمية ·  · . تم تجاهل الخطة لإنشاء شبكة مترو خفيف لأنها باهظة الثمن. وهذا سيوفر للمدينة شبكة مداها 110 كم.

### الخطان ط3 وط4
سيمتد الخطان الثالث (ط3) والرابع (ط4) وهما من المرتقب في أجل طويل وفق الخطة التوجيهية للتنمية الحضرية والخطة للتنقل الحضري عبر 14 كم و13 كم، على الترتيب. الخط الثالث سيربط بين حي مولاي رشيد وحي العنق عبر وسط المدينة، بينما سيربط الخط الرابع بين أحياء ابن أمسيك ومقاطعة سيدي عثمان وسباتة وصولا إلى محطة الدار البيضاء الميناء عن طريق شارع محمد الخامس.